# Rund um Köln 2004
Il Rund um Köln 2004, ottantanovesima edizione della corsa, si svolse il 12 aprile su un percorso di 201 km. Fu vinto dal tedesco Erik Zabel della squadra T-Mobile davanti al connazionale Danilo Hondo e allo statunitense Kirk O'Bee.

## Ordine d'arrivo (Top 10)
| Pos. | Corridore         | Squadra              | Tempo    |
| ---- | ----------------- | -------------------- | -------- |
| 1    | Erik Zabel        | T-Mobile             | 4h46'13" |
| 2    | Danilo Hondo      | Gerolsteiner         | s.t.     |
| 3    | Kirk O'Bee        | Navigators           | s.t.     |
| 4    | Björn Leukemans   | MrBookmaker.com      | a 1"     |
| 5    | Stefan Schumacher | Team Lamonta         | s.t.     |
| 6    | Jef Peeters       | Vlaanderen-T Interim | s.t.     |
| 7    | Koos Moerenhout   | Lotto-Domo           | s.t.     |
| 8    | Nico Sijmens      | Landbouwkrediet      | s.t.     |
| 9    | Luke Roberts      | Team ComNet          | s.t.     |
| 10   | Corey Sweet       | Team ComNet          | s.t.     |